# Lago Coipasa
El lago Coipasa es un lago de Bolivia localizado en el departamento de Oruro.

## Geografía
El lago Coipasa es un lago tectónico con una profundidad de 3,5 metros al que rodea el salar de Coipasa. Este lago está situado a una altitud de 3657 m. El principal río que desemboca en el lago es el río Lauca, proveniente de Chile.